# Augusto Adam
Augusto Adam (Étroubles, 6 marzo 1910 – Roma, 24 aprile 1979) è stato un militare e partigiano italiano, veterano della guerra d'Etiopia dove fu decorato con due medaglie di bronzo e la Croce di guerra al valor militare. Nel 1940 entrò a far parte del Servizio Informazioni Militare,e all'atto dell'armistizio dell'8 settembre 1943 si diede alla macchia entrando nella formazioni partigiane. Nel 1944 venne inviato in Francia dal Governo Bonomi con l'incarico di trattare, insieme a Federico Chabod ed Eugenio Dugoni, con gli Alleati del futuro della Valle d'Aosta. Nel 1945 venne paracadutato nella regione dove assunse il comando della formazioni partigiane, e nei giorni finali della liberazione, per opporsi al tentativo francese di annettersi la regione strinse accordi con le autorità militari della Repubblica Sociale Italiana arrivando ad opporsi con l'impiego delle armi all'attacco portato dall'Armée des Alpes.

## Biografia
Nacque ad Étroubles il 6 marzo 1910 figlio di Séverin e Joséphine Marcoz. Arruolatosi nel Regio Esercito nel 1929, fu ammesso a frequentare la Regia Accademia di Fanteria e Cavalleria di Modena da cui uscì nel 1931 con il grado di sottotenente assegnato all'arma di fanteria, corpo degli alpini. 
Nel 1937, con il grado di tenente partecipò alla guerra d'Etiopia inquadrato nel 7º Reggimento Alpini, venendo decorato con due Medaglie di bronzo e la Croce di guerra al valor militare. Nel 1940, alla vigilia dell'entrata in guerra del Regno d'Italia, è assegnato al Servizio Informazioni Militare, allora al comando del colonnello Mario Roatta, a Roma.

### Lotta partigiana e opposizione ai Francesi
Vedi anche: Tentativo di annessione della Valle d'Aosta alla Francia
Promosso maggiore, all'atto dell'inizio dell'operazione Torch (8 novembre 1942) si trovava in servizio presso il Comando Supremo a Palazzo Vidoni, e diede subito l'allarme allo Stato maggiore italiano.
Al momento dell'armistizio dell'8 settembre 1943 si diede alla macchia.  Nel 1944 venne inviato in Francia incaricato dal Governo presieduto da Ivanoe Bonomi di trattare, insieme a Federico Chabod ed Eugenio Dugoni, con gli Alleati del futuro della Valle d'Aosta. 
Sul finire della guerra fu paracadutato in Valle d'Aosta, insieme ad un altro partigiano César Ollietti, detto Mésard, assumendo il comando partigiano della regione. Con il nome di battaglia di "Blanc" fu attivo nelle Fiamme Verdi, formazioni cattoliche il cui nome si ispira alle unità di Arditi delle Penne nere della prima guerra mondiale, fu inquadrato nell'87ª Brigata (partigiana). Animò una singolare opposizione alle forze armate francesi, che dal 23 aprile al 5 maggio 1945 tentano di annettere la Valle d'Aosta alla Francia. 
Fu l'inizio della Seconda Battaglia delle Alpi occidentali. L'attacco dell'Armée des Alpes lanciato il giorno 29 venne respinto degli alpini delle Divisioni "Monterosa" e "Littorio" dell'Esercito Nazionale Repubblicano. con la collaborazione dei partigiani delle Fiamme Verdi. Infine Parigi fu costretta a desistere dalle mire espansionistiche in Italia grazie all'intervento del Premier britannico Winston Churchill e del Presidente degli Stati Uniti Harry Truman. Quest'ultimo, in particolare, arrivò a sospendere rifornimenti di idrocarburi ed equipaggiamenti ai francesi se non si fossero subito ritirati dai territori valdostani e da Ventimiglia.

### Dopoguerra
Per i suoi meriti conseguiti nella guerra partigiana e per la salvaguardie dell'integrità nazionale, nel 1948  fu promosso tenente colonnello dell'Esercito per meriti di guerra.
Si spense a Roma il 24 aprile 1979.

### Annotazioni
1. ↑  In una telefonata al capitano Umberto Borla, suo collega, commentò ironicamente che gli Alleati avevano attuato loro la prevista Operazione C4, cioè la prevista occupazione della Tunisia da parte delle forze dell'Asse.
2. ↑  Fu il tenente colonnello Armando De Felice, comandante del 4º Reggimento alpini della Repubblica Sociale Italiana, che aveva come obiettivo la difesa ad oltranza del territorio nazionale a dare piena collaborazione all'iniziativa di Adam.

### Fonti
1. ↑  Istituto Storico della Resistenza e dell'Età contemporanea della Valle d'Aosta.
2. ↑  Ministero della Guerra, Bollettino Ufficiale, Anno IX 1931
3. 1 2 3 4  Bolaffi, Colombini 2014, p. 287.
4. 1 2  Alessandrone Perona, Cavaglion 2005, p. 32.
5. 1 2 3 4  Istoreco.
6. ↑  Marco Cuaz, Alle radici di un'identità. Studi di storia valdostana, éditions Le Château, collana Cahiers d'histoire, 1996.
7. ↑  Ceva 2005, p. 205.
8. 1 2 3  Metarchivi.
9. ↑  Zappa, Carlotti 1996, p. 427.
10. 1 2 3 4  Zappa, Carlotti 1996, p. 429.
11. ↑  Zappa, Carlotti 1996, p. 428.